# Protexarnis confinis
Protexarnis confinis là một loài bướm đêm trong họ Noctuidae.